# Taphozous melanopogon
Taphozous melanopogon é uma espécie de morcego da família Emballonuridae.
Pode ser encontrado no subcontinente indiano e no sudeste asiático, onde se distribui por Camboja, China, Índia, Indonésia, Laos, Malásia, Birmânia, Sri Lanka, Tailândia, Timor, Vietnam e Filipinas.

## Descrição

### Dimensões
Morcego de dimensões médias, com comprimento da cabeça e corpo entre 67 e 86 mm, do antebraço entre 55 e 68 mm, da cauda entre 20 e 32 mm, do pé entre 8 e 15 mm e da orelha entre 16 e 24 mm; peso de até 29 g.

### Aspecto
A pelagem é curta. As partes dorsais variam do marrom-acinzentado ao marrom-amarelado, enquanto as partes ventrais são mais claras, às vezes brancas. A cabeça é relativamente chata e triangular, o focinho é cônico, com uma depressão entre os olhos, privado de pelos e com uma mancha de longos pelos pretos sobre o queixo. É privado da reentrância da garganta, substituída por uma zona recoberta de diversos pequenos poros, que secretam uma substância untuosa. Sobre o lábio inferior apresenta-se um sulco longitudinal superficial. Os olhos são relativamente grandes. As orelhas são triangulares com a ponta arredondada, reviradas para trás, separadas entre si, com diversas pregas sobre a superfície interna do pavilhão auricular. O trago é curto, largo e com a extremidade ligeiramente arredondada, enquanto o antítrago é grande, semicircular e se estende quase até o canto posterior da boca. As membranas das asas são compridas e estreitas. Possui um saco glandular entre o antebraço e o primeiro metacarpo. As asas são fixadas posteriormente sobre o tornozelo. A cauda é longa e aflora do uropatágio a cerca de metade do seu comprimento. O calcar é grande.

### Ecolocalização
Emite ultrassom em ciclo baixo, sob a forma de impulsos de breve duração, em frequência quase constante entre 25 e 29 kHz. Estão presentes cinco harmônicas.

## Biologia

### Comportamento
Refugia-se em grupos de poucos indivíduos até diversos milhares, no interior de grutas, grandes fendas rochosas e templos, muitas vezes em zonas bem iluminadas, como as entradas. Os sexos vivem separados. O voo é rápido e alto.

### Alimentação
Alimenta-se de insetos capturados sobre a abóbada florestal.

### Reprodução
Dá à luz um filhote por ano durante o inverno, depois de uma gestação de 120 – 125 dias. Também são frequentes os partos gemelares.

## Distribuição e habitat
Esta espécie é difundida no subcontinente indiano, China, Indochina, Indonésia e Filipinas. Vive em ambientes florestais a até 800 metros de altitude. É frequente nas áreas urbanas.

## Taxonomia
Foram reconhecidas quatro subespécies:
- T.m.melanopogon: estados indianos de Andhra Pradesh, Bihar, Chhattisgarh, Goa, Gujarate, Karnataka, Kerala, Madhya Pradesh, Maharashtra, Orissa, Rajastão e Tamil Nadu; Ilhas Andamão, Ilhas Nicobar, Bangladesh, Sri Lanka; Myanmar, Tailândia, Laos, Vietname, Camboja, Java, Bali, Nusa Penida, Lombok, Sumbawa, Celebes, Waleabahi, Sanana, Buru, Halmaera, Timor, Bornéu, Bunguran.
- T.m.cavaticus (Hollister, 1913): Sumatra.
- T.m.fretensis (Thomas, 1916): Tailândia peninsular, Península da Malásia; Ko Tarutao, Pulau Angsa.
- T.m.phillipinensis (Waterhouse, 1845): ilhas filipinas de Apo, Cabra, Cebu, Gigante, Leyte, Luzon, Malalison, Maripipi, Mindanau, Mindoro, Negros, Palawan, Poro, Sibuyan e Tincansan; províncias chinesas de Yunnan e Guangxi meridionais, Guangdong, Pequim e ilha de Hainan.

## Estado de conservação
A Lista Vermelha da União Internacional para a Conservação da Natureza e dos Recursos Naturais, considerando a vasta distribuição natural, a população presumivelmente numerosa e a presença em diversas áreas protegidas, classifica T.melanopogon como espécie "pouco preocupante" (LC).